# Malin Westermark
Malin Westermark, född 2 oktober 1888 i Norrtälje, död 9 oktober 1972 i Uppsala, var en svensk teckningslärare och målare.
Hon var dotter till läroverksadjunkten Vilhelm Samuelsson och Vilhelmina Senell och från 1919 gift med jägmästaren Gustaf Engelhart Westermark. Hon utbildade sig till teckningslärare med examen från Högre konstindustriella skolan i Stockholm 1910. Hon arbetade därefter i olika skolor i Uppsala innan hon 1913 blev ordinarie teckningslärare vid samrealskolan i Skellefteå. Hon beviljades avsked 1920 och var därefter verksam som konstnär. Hon var representerad i jubileumsutställningen Ångermanländska konstnärer som visades i Örnsköldsvik 1942 och separat ställde hon bland annat ut i Uppsala 1952. Hennes konst består av blomsterstilleben och landskapsskildringar utförda i akvarell eller gouache. Westermark är begravd på Uppsala gamla kyrkogård.